# Marca proclinata
Marca proclinata là một loài bướm đêm trong họ Noctuidae.